# ペドロ・アルバレス (内野手)
ペドロ・マニュエル・アルバレス・ジュニア（Pedro Manuel Álvarez Jr. , 1987年2月6日 - ）は、ドミニカ共和国サントドミンゴ出身の元プロ野球選手（一塁手、三塁手、指名打者）。右投左打。
愛称はEl Toro（エル・トロ：スペイン語で「ウシ」の意）。代理人はスコット・ボラス。

## 経歴

### プロ入り前
ドミニカ共和国サントドミンゴに生まれたが、1歳の時に家族と共にドミニカ移民のコミュニティがあるニューヨーク・マンハッタンのワシントンハイツ地区へ移り住む。2005年のMLBドラフト14巡目（全体438位）でボストン・レッドソックスから指名されたが、契約せずにヴァンダービルト大学へ進学。2007年7月にはブラジルのリオデジャネイロで行われた第15回パンアメリカン競技大会における野球競技のアメリカ合衆国代表に選出され、銀メダルを獲得した。

### プロ入りとパイレーツ時代

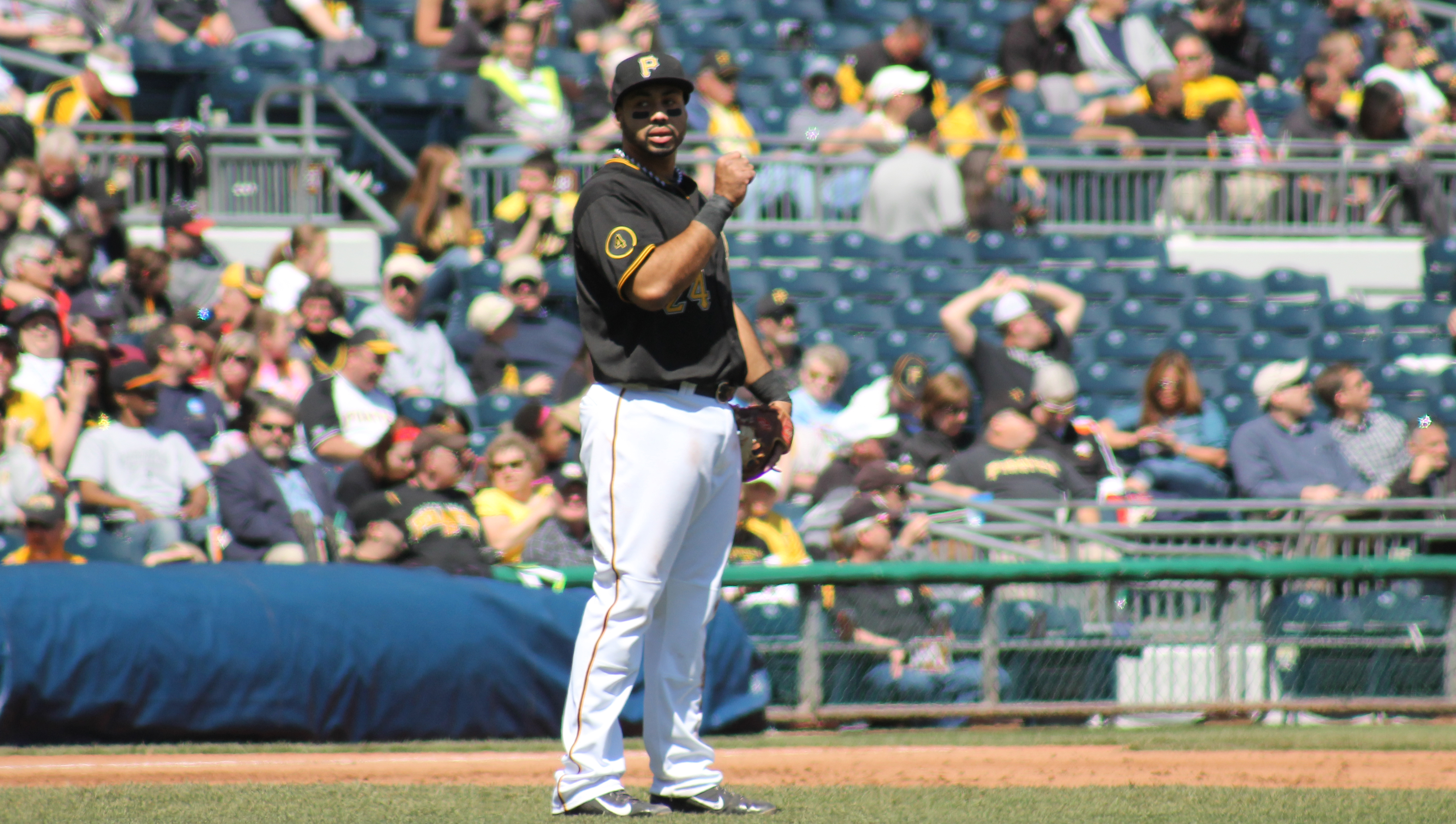
ピッツバーグ・パイレーツ時代
（2014年4月24日）

2008年のMLBドラフト1巡目（全体2位）でピッツバーグ・パイレーツから指名を受けたが、代理人のスコット・ボラスがマーク・テシェイラと同額の950万ドルの契約金を要求したため、交渉は難航した。交渉期限の8月15日深夜になって、パイレーツはアルバレスと総額600万ドルのマイナー契約に合意したと発表。しかし、ボラスが「交渉期限を過ぎていた」と交渉のやり直しを強硬に主張したため、MLB機構はアルバレスを制限リストに置き、交渉期限の延長を認めた。結局、9月23日に4年総額640万ドルのメジャー契約で入団に合意した。
2009年、プロとしてのキャリアをスタートさせたアルバレスは、A+級リンチバーグ・ヒルキャッツとAA級アルトゥーナ・カーブで打率.288、27本塁打、95打点、OPS.914を記録。特にAA級アルトゥーナに昇格後は打率.333、OPS1.009と活躍し、シーズン終了後には「ベースボール・アメリカ」誌の有望株ランキングで球団内1位、マイナー全体でも8位の高評価を受けた。
2010年はAAA級インディアナポリス・インディアンスからスタートし、6月16日のシカゴ・ホワイトソックス戦でメジャーデビューを果たした。アルバレスの枠を開ける形で、岩村明憲が25人枠から外された。6月19日のクリーブランド・インディアンス戦でメジャー初安打を記録したが、6月は46打数7安打で打率.207、0本塁打、22三振に終わった。7月3日のフィラデルフィア・フィリーズ戦でカイル・ケンドリックからメジャー初本塁打を放つと、7月20日-7月21日のミルウォーキー・ブルワーズ戦では2試合連続で2本塁打と5打点を記録するなど月間7本塁打を放った。その後、シーズン終了まで三塁手のレギュラーとして出場し、最終的に95試合で打率.256、16本塁打、64打点という成績を残した。
2011年は絶不調で打率が2割に満たず、調整のため6月27日にルーキー級に降格されると、翌6月28日からA+級に配属。さらに7月4日にAAA級インディアナポリスへと移った。結局それ以降、9月にメジャー出場枠が拡張されるまでの間はAAA級で過ごすことになった。
2012年はスプリングトレーニング中のオープン戦から物凄いペースで三振を量産し、ファンをやきもきさせたが、首脳陣はチームの鍵を握る存在として三塁の開幕レギュラーの座を与えた。開幕後もしばらくは三振の山を築いていたが、次第に長打が増え、前半戦のパイレーツの躍進に貢献した。最終的に打率.244、180三振ながらも30本塁打を放った。
2013年は、4月4日に打率が.100台に突入すると、そこから5月10日まで打率2割すら超えない状態が続く。打率.200丁度で5月を終えたが、6月に4試合連続本塁打を含み、26試合で打率.309、10本塁打、24打点を記録。その後、本塁打を放ち、アリゾナ・ダイヤモンドバックスのポール・ゴールドシュミットとタイで自身初の本塁打王（36本塁打）を獲得した。打点は100（リーグ5位）だった。一方でリーグ最多の186三振を喫した。
2014年1月17日にパイレーツと425万ドルの1年契約に合意した。レギュラーシーズンでは、メジャーに昇格してから自身初となる、三振を出場試合数以下に抑えた。一方、打撃三部門では打率.231、18本塁打、56打点に終わり、ここ3年で自己最低で、3年ぶりに30本塁打未満に終わった。
2015年は一塁手へコンバートされた。打撃では本塁打王に輝いた2013年シーズンに近い打棒を発揮した。OPSはレギュラー定着後では自己最高だった。12月2日、パイレーツから契約提示がなく、ノンテンダーFAとなった。

### オリオールズ時代
2016年3月10日にボルチモア・オリオールズと1年575万ドルで契約を結んだ。この年は、ここ5シーズンでは最小の109試合の出場に留まったが、それに比例して三振も大幅に減らし、97三振と5年連続で続いていた110三振以上を回避した（その一方で三振率は前年より悪化した）。また、22本塁打を放ち、通算150本塁打を達成した。守備に就く機会は少なく、ほとんどが指名打者としての出場だった。オフの11月3日にFAとなった。
2017年3月13日にマイナー契約で再契約した。シーズン開幕後は8月末まで傘下のAAA級ノーフォーク・タイズでプレーした。9月1日にメジャー契約を結んでアクティブ・ロースター入りした。オフの11月2日にFAとなった。
2018年2月26日にマイナー契約で再契約した。3月29日にメジャー契約を結んで開幕25人枠入りした。6月19日にDFAとなり、翌20日にマイナー契約でAAA級ノーフォークへ配属された。

### マーリンズ傘下時代
2018年12月3日にマイアミ・マーリンズとマイナー契約を結んだ。3月25日にオプトアウトを行使し契約を破棄した。

### 現役引退後
2022年2月6日、ミルウォーキー・ブルワーズの野球運営部門と育成部門のアシスタントに就任することが発表された。

## 詳細情報

### 年度別打撃成績
| 年 度    | 球 団    | 試 合 | 打 席 | 打 数 | 得 点 | 安 打 | 二 塁 打 | 三 塁 打 | 本 塁 打 | 塁 打 | 打 点 | 盗 塁 | 盗 塁 死 | 犠 打 | 犠 飛 | 四 球 | 敬 遠 | 死 球 | 三 振 | 併 殺 打 | 打 率 | 出 塁 率 | 長 打 率 | O P S |
| -------- | -------- | ----- | ----- | ----- | ----- | ----- | -------- | -------- | -------- | ----- | ----- | ----- | -------- | ----- | ----- | ----- | ----- | ----- | ----- | -------- | ----- | -------- | -------- | ----- |
| 2010     | PIT      | 95    | 386   | 347   | 42    | 89    | 21       | 1        | 16       | 160   | 64    | 0     | 0        | 0     | 2     | 37    | 1     | 0     | 119   | 8        | .256  | .326     | .461     | .788  |
| 2011     | PIT      | 74    | 262   | 235   | 18    | 45    | 9        | 1        | 4        | 68    | 19    | 1     | 0        | 1     | 0     | 24    | 1     | 2     | 80    | 11       | .191  | .272     | .289     | .561  |
| 2012     | PIT      | 149   | 586   | 525   | 64    | 128   | 25       | 1        | 30       | 245   | 85    | 1     | 0        | 0     | 3     | 57    | 6     | 1     | 180   | 10       | .244  | .317     | .467     | .784  |
| 2013     | PIT      | 152   | 614   | 558   | 70    | 130   | 22       | 2        | 36       | 264   | 100   | 2     | 0        | 0     | 4     | 48    | 7     | 4     | 186   | 16       | .233  | .296     | .473     | .770  |
| 2014     | PIT      | 122   | 445   | 398   | 46    | 92    | 13       | 1        | 18       | 161   | 56    | 8     | 3        | 0     | 0     | 45    | 6     | 2     | 113   | 12       | .231  | .312     | .405     | .717  |
| 2015     | PIT      | 150   | 491   | 437   | 60    | 106   | 18       | 0        | 27       | 205   | 77    | 2     | 0        | 0     | 4     | 48    | 9     | 2     | 131   | 6        | .243  | .318     | .469     | .787  |
| 2016     | BAL      | 109   | 376   | 337   | 43    | 84    | 20       | 0        | 22       | 170   | 49    | 1     | 0        | 0     | 2     | 37    | 1     | 0     | 97    | 6        | .249  | .322     | .504     | .826  |
| 2017     | BAL      | 14    | 34    | 32    | 4     | 10    | 1        | 0        | 1        | 14    | 4     | 0     | 0        | 0     | 0     | 2     | 0     | 0     | 10    | 0        | .313  | .353     | .438     | .790  |
| 2018     | BAL      | 45    | 127   | 111   | 18    | 20    | 2        | 0        | 8        | 46    | 18    | 0     | 0        | 0     | 0     | 16    | 0     | 0     | 36    | 2        | .180  | .283     | .414     | .698  |
| MLB：9年 | MLB：9年 | 910   | 3321  | 2980  | 365   | 704   | 131      | 6        | 162      | 1333  | 472   | 15    | 3        | 1     | 15    | 314   | 31    | 11    | 952   | 71       | .236  | .310     | .447     | .757  |

- 各年度の太字はリーグ最高

### 年度別守備成績
| 年 度 | 球 団 | 三塁（3B） | 三塁（3B） | 三塁（3B） | 三塁（3B） | 三塁（3B） | 三塁（3B） | 一塁（1B） | 一塁（1B） | 一塁（1B） | 一塁（1B） | 一塁（1B） | 一塁（1B） |
| 年 度 | 球 団 | 試 合      | 刺 殺      | 補 殺      | 失 策      | 併 殺      | 守 備 率   | 試 合      | 刺 殺      | 補 殺      | 失 策      | 併 殺      | 守 備 率   |
| ----- | ----- | ---------- | ---------- | ---------- | ---------- | ---------- | ---------- | ---------- | ---------- | ---------- | ---------- | ---------- | ---------- |
| 2010  | PIT   | 94         | 61         | 198        | 17         | 17         | .938       | -          | -          | -          | -          | -          | -          |
| 2011  | PIT   | 66         | 55         | 145        | 14         | 15         | .935       | -          | -          | -          | -          | -          | -          |
| 2012  | PIT   | 145        | 73         | 264        | 27         | 23         | .926       | -          | -          | -          | -          | -          | -          |
| 2013  | PIT   | 150        | 72         | 359        | 27         | 27         | .941       | -          | -          | -          | -          | -          | -          |
| 2014  | PIT   | 99         | 69         | 233        | 25         | 25         | .924       | 5          | 31         | 1          | 0          | 4          | 1.000      |
| 2015  | PIT   | -          | -          | -          | -          | -          | -          | 124        | 966        | 68         | 23         | 98         | .978       |
| 2016  | BAL   | 12         | 0          | 5          | 4          | 0          | .556       | -          | -          | -          | -          | -          | -          |
| 2017  | BAL   | -          | -          | -          | -          | -          | -          | 2          | 11         | 1          | 0          | 2          | 1.000      |
| 2018  | BAL   | 8          | 5          | 11         | 1          | 1          | .941       | 1          | 9          | 0          | 0          | 1          | 1.000      |
| MLB   | MLB   | 574        | 335        | 1215       | 115        | 108        | .931       | 132        | 1017       | 70         | 23         | 105        | .979       |

- 各年度の太字はリーグ最高

### タイトル
- 本塁打王：1回（2013年）

### 表彰
- シルバースラッガー賞（三塁手部門）：1回（2013年）

### 記録
MiLB
- オールスター・フューチャーズゲーム選出：1回（2009年）

MLB
- MLBオールスターゲーム選出：1回（2013年）

### 背番号
- 17（2010年）
- 24（2011年 - 2018年）

### 代表歴
- 2007年パンアメリカン競技大会野球アメリカ合衆国代表